# Pools militair ordinariaat (rooms-katholiek)
Het Pools militair ordinariaat (Pools: Ordynariat Polowy Wojska Polskiego) is een rooms-katholiek ordinariaat, bedoeld om geestelijke zorg te verschaffen aan de Poolse strijdkrachten. Het militair ordinariaat is als immediatum aan rechtstreeks gezag van de paus onderworpen.

## Geschiedenis
Het Pools militair ordinariaat is opgericht op 5 februari 1919, met de status van vicariaat maar werd opgeheven in 1947. In 1989 werd een militair bisdom opgericht en de eerste bisschop werd op 21 januari 1991 benoemd.

## Ordinarii

### Militair vicaris
- 1919-1931 Stanislaw Gall
- 1933-1947 Józef Gawlina

### Militair bisschop
- 1991-2004 Sławoj Leszek Głódź (aartsbisschop op persoonlijke titel)
- 2004-2010 Tadeusz Płoski (overleden bij de Vliegramp bij Smolensk)
- 2010-2021 Józef Guzdek
- 2021-heden Wiesław Lechowicz

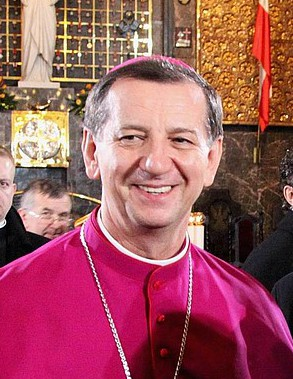
Militair bisschop Józef Guzdek (2010-2021)